# Coeliccia sarbottama
Coeliccia sarbottama är en trollsländeart som beskrevs av Lahiri 1987. Coeliccia sarbottama ingår i släktet Coeliccia och familjen flodflicksländor. IUCN kategoriserar arten globalt som otillräckligt studerad. Inga underarter finns listade i Catalogue of Life.